# Atletski stadion Kamberovića polje
Atletski stadion Kamberovića polje – wielofunkcyjny stadion w Zenicy, w Bośni i Hercegowinie. Obiekt może pomieścić 3000 widzów. Stadion znajduje się w pobliżu hali sportowej Gradska Arena Zenica.
Na stadionie odbywają się m.in. imprezy lekkoatletyczne, spotkania piłkarskie i mecze rugby (w tym mecze reprezentacji Bośni i Hercegowiny).